# Lista siturilor arheologice din județul Olt - E
Lista siturilor arheologice din județul Olt - E conține toate siturile arheologice din județul Olt înscrise în Repertoriul Arheologic Național (RAN) și aflate în localități al căror nume începe cu litera E. RAN este administrat de Ministerul Culturii și Patrimoniului Național și cuprinde date științifice, cartografice, topografice, imagini și planuri, precum și orice alte informații privitoare la zonele cu potențial arheologic, studiate sau nu, încă existente sau dispărute.
Puteți căuta un sit din localitățile care încep cu litera E folosind formularul de mai jos sau puteți naviga prin toate siturile din județ la Lista siturilor arheologice din județul Olt.
| Cod RAN      | Denumire | Localitate                    | Adresă        | Datare | Descoperit | Coordonate                                 | Imagine           | Erori            |
| ------------ | --- | ----------------------------- | ------------- | ------ | ---------- | ------------------------------------------ | ----------------- | ---------------- |
| 128150.01.01 | Castrul și așezarea romană (Acidava) de la Enoșești-Culă Enoșești / ansamblu anonim (Categorie: locuire militară) (Tip: Castru)  | sat Enoșești, oraș Piatra-Olt | Culă Enoșești |        |            | 44°22′12″N 24°17′47″E / 44.37°N 24.29639°E | Încărcați imagine | Raportați eroare |
| 128150.01.02 | Castrul și așezarea romană (Acidava) de la Enoșești-Culă Enoșești / ansamblu anonim (Categorie: locuire militară) (Tip: Așezare) | sat Enoșești, oraș Piatra-Olt | Culă Enoșești |        |            | 44°22′12″N 24°17′47″E / 44.37°N 24.29639°E | Încărcați imagine | Raportați eroare |